# 阿什蘭 (特拉華州)
阿什蘭（英語：Ashland）是位於美國特拉華州紐卡斯爾縣的一個非建制地區。

## 地理
阿什蘭的座標為39°47′59″N 75°39′56″W / 39.79972°N 75.66556°W，而該地最高點為海拔高度48米（即157英尺）。